# ヘルベティア (オレゴン州)
ヘルベティア（英: Helvetia）は、アメリカ合衆国オレゴン州ワシントン郡にある小さな非法人共同体。トゥアラティン渓谷に囲まれ、ポートランドの北西で国道26号線沿いに位置する。ヘルベティアという名称はオレゴンに移住してきたスイス人の住民によって命名された。
地域内には教会や墓地のほか、ライス天然物博物館、ヘルベティア・ヴィンヤーズ・アンド・ワイナリー（運営者はエリサベス・ファース前米国下院議員である）、ロロフ・ファーム、ヘルベティア・タバーンなどの名所がある。
リアリティ番組『リトルピープル・ビッグワールド』ではロロフ・ファームで撮影が行われ、これに後押しされて後に観光名所となった。